# 博斯坦乡 (策勒县)
博斯坦乡，是中华人民共和国新疆维吾尔自治区和田地區策勒县下辖的一个乡镇级行政单位。

## 行政区划
博斯坦乡下辖以下地区：
加依推孜村、巴格贝希村、墩巴格村、布藏克尔吐维村、乃则尔巴格村、亚喀喀什村、吉格代博斯坦村、阿其玛村、阿热萨依村、阿亚克喀拉苏村、迈丹推孜村和阿喀新村。